# Boris de Fast
Boris de Fast, o Borís Fastóvich, fue un actor, guionista y maquillador cinematográfico de origen ucraniano.

## Biografía
Nacido a finales del siglo XIX en Teodosia, en la actual Ucrania, y entonces parte del Imperio ruso, su verdadero nombre era Borís Fastóvich-Kovanko. Nacido en el seno de una familia de actores, su hermana, Nathalie Kovanko, fue actriz cinematográfica habitual de las películas dirigidas por su marido, Victor Tourjansky.
Boris de Fast, Nathalie Kovanko y Victor Tourjansky dejaron Rusia tras la Revolución rusa. Navegaron por el Mar Negro desde Yalta, ciudad en la que vivían, pasando por Constantinopla, Atenas e Italia antes de asentarse en Francia.
Instalado en Francia, llevó a cabo una carrera cinematográfica diversificada. Primero fue actor, después guionista, ayudante de dirección, montador y, finalmente, maquillador. Colaboró en los filmes de su cuñado, Victor Tourjansky, que le dio trabajo como actor, guionista y ayudante de dirección. Más adelante, tras la Segunda Guerra Mundial, se centró en la función de maquillador.

## Filmografía
Como actor
- 1924 : La Femme masquée, de Victor Tourjansky
- 1924 : Les Deux Masques, de Victor Tourjansky
- 1926 : Michel Strogoff, de Victor Tourjansky
- 1927 : Napoleón, de Abel Gance
- 1927 : Le Joueur d'échecs, de Raymond Bernard
- 1927 : Princesse Masha, de René Leprince
- 1927 : La Madone des sleepings, de Marco de Gastyne y Maurice Gleize
- 1928 : Tempête, o Tempest, de Viktor Tourjanski, Sam Taylor y Lewis Milestone
- 1928 : Soirs d'orage, de Sam Taylor y Henry King
- 1928 : Wolga Wolga, de Victor Tourjansky
- 1929 : Diane, Die Geschichte einer Pariserin, de Erich Waschneck
- 1929 : Manolescu, der König der Hochstapler, de Victor Tourjansky
- 1929 : Le Navire des hommes perdus, de Maurice Tourneur
- 1929 : Terre sans femme, de Carmine Gallone
- 1930 : La Femme d'une nuit, de Marcel L'Herbier
- 1930 : Catherine de Russie o La Vie aventureuse de Catherine (Spielereien einer Kaiserin), de Vladimir Strijewski
- 1930 : Die heiligen drei Brunnen, de Mario Bonnard
- 1934 : L'Homme à l'oreille cassée, de Robert Boudrioz

Guionista
- 1926 : Michel Strogoff, de Victor Tourjansky
- 1933 : L'Ordonnance, de Victor Tourjansky
- 1934 : Volga en flammes, de Victor Tourjansky

Montador
- 1933 : L'Ordonnance, de Victor Tourjansky
- 1935 : Les Yeux noirs, de Victor Tourjansky
- 1937 : Le Mensonge de Nina Petrovna, de Victor Tourjanky
- 1938 : Adrienne Lecouvreur, de Marcel L'Herbier

Ayudante de dirección
- 1934 : Volga en flammes, de Victor Tourjansky

Maquillador
- 1927 : Napoleón, de Abel Gance
- 1934 : Les Affaires publiques, de Robert Bresson
- 1946 : Étoile sans lumière, de Marcel Blistène
- 1946 : Martin Roumagnac, de Georges Lacombe
- 1947 : La Fleur de l'âge, de Marcel Carné
- 1948 : Les Parents terribles, de Jean Cocteau
- 1951 : Identité judiciaire, de Hervé Bromberger
- 1952 : Une fille sur la route, de Jean Stelli
- 1953 : Grand gala, de François Campaux
- 1954 : Les Intrigantes, de Henri Decoin
- 1954 : Sur le banc, de Robert Vernay
- 1955 : Frou-Frou, de Augusto Genina
- 1956 : Gervaise, de René Clément
- 1956 : La vuelta al mundo en ochenta días, de Michael Anderson
- 1957 : L'Étrange Monsieur Steve, de Raymond Bailly
- 1957 : Trois jours à vivre, de Gilles Grangier
- 1958 : Échec au porteur, de Gilles Grangier
- 1958 : Ascensor para el cadalso, de Louis Malle
- 1959 : 125, rue Montmartre, de Gilles Grangier
- 1961 : Le Triomphe de Michel Strogoff, de Victor Tourjansky
- 1967 : Les Aventuriers, de Robert Enrico